# Communauté de communes du Pays d'Argentan
La communauté de communes du Pays d'Argentan est une ancienne structure intercommunale française, située dans le département de l'Orne et la région Basse-Normandie.

## Historique
Le 1er janvier 1994, les communes de Argentan, Aunou-le-Faucon, Fontenai-sur-Orne, Juvigny-sur-Orne, Sarceaux et Sévigny forment le district du Pays d’Argentan. Cinq autres communes rejoignent par la suite cet établissement public de coopération intercommunale (EPIC) : Sai et Saint-Loyer-des-Champs le 1er janvier 1996, Marcei et Saint-Christophe-le-Jajolet le 1er janvier 1997 et Bailleul le 1er janvier 1998.
Le district devient communauté de communes du Pays d'Argentan le 1er janvier 2001. Le 1er janvier 2013, la commune de Vrigny rejoint la communauté.
Le 1er janvier 2014 elle fusionne avec les communautés de communes de la Plaine d'Argentan Nord et de la Vallée de la Dives pour former la communauté de communes Argentan Intercom.

## Liste des communes
La communauté de communes regroupait douze communes (sept des cantons d'Argentan — Est et Ouest —, quatre du canton de Mortrée et une du canton de Trun) :
1. Argentan
2. Aunou-le-Faucon
3. Bailleul
4. Fontenai-sur-Orne
5. Juvigny-sur-Orne
6. Marcei
7. Sai
8. Saint-Christophe-le-Jajolet
9. Saint-Loyer-des-Champs
10. Sarceaux
11. Sévigny
12. Vrigny

## Ses compétences
Ses compétences couvraient :
Dans le cadre des compétences obligatoires :
- Le développement économique
- L'aménagement de l’espace communautaire

Dans le cadre des compétences optionnelles :
- L'environnement et le cadre de vie
- La politique du logement social d’intérêt communautaire
- La voirie
- La construction, l'entretien et le fonctionnement d’équipements culturels et sportifs

Dans le cadre des compétences facultatives :
- L'éclairage public
- Le soutien à une politique commune en matière culturelle, sportive, sociale et de loisirs

La communauté de communes était en taxe professionnelle unique (TPU) depuis le 1er janvier 2002.

## Administration
| Période      | Période       | Identité         | Étiquette | Qualité                                                                                       |
| ------------ | ------------- | ---------------- | --------- | --------------------------------------------------------------------------------------------- |
| janvier 2001 | avril 2001    | François Doubin  | PRG       | Maire d'Argentan                                                                              |
| avril 2001   | décembre 2013 | Laurent Beauvais | PS        | Conseiller municipal d'Argentan, président du conseil régional de Basse-Normandie (2008-2015) |